# SINGLE 2
『SINGLE 2』（シングル ツー）は、[Alexandros]の通算22枚目のシングル。2024年9月18日にユニバーサルミュージックから発売された。前作『SINGLE 1』に続くナンバリング作品となっている。

## 概要
- CDシングルとしては、前作『SINGLE 1』から約4ヶ月振りのリリースで、2024年第2弾シングル。
- 2024年開催のライブハウスツアー「SINGLE 1 TOUR」新宿 LOFT公演より全21曲分のパフォーマンス映像を収めたBlu-rayまたはDVDが付属する初回限定盤と、CDのみからなる通常盤、そして、本作に収録されている「ワタリドリ (駅メロ Ver.)」が流れるキーホルダーが付属した初回限定「駅メロキーホルダー」盤の4形態で発売[7]。DVD盤とBlu-ray盤には、ライブの模様を収めたフォトブックやメンバーによる副音声が収録される[8]。
- 本作も、前作に引き続き明確な表題曲は定められていないが今作は"BackseatとBoy Fearlessの両A面シングル的な感じ"と川上が語っている。
- アートワークは、前作『SINGLE 1』に引き続き、クリエイター集団・kidzfrmnowhere.が担当した[9]。2人の宇宙飛行士がバイクにまたがり空を飛んでいるデザインとなっている[9]。
- 初週およそ7400枚を売り上げ、オリコン週間シングルランキングでは7位、Billboard JAPAN Top Singles Salesでは6位にランクインした。
- 本作の発売と、収録曲「ワタリドリ (駅メロ Ver.)」が相模大野駅の列車接近メロディーに決定したことを記念して、相模女子大学グリーンホールにてライブイベント「SINGLE 2 GIG & RADIO」が開催された[7][10]。

## 収録内容

### CD
| 全作詞・作曲: 川上洋平。 |                                   |          |            |       |
| #                        | タイトル                          | 作詞     | 作曲・編曲 | 時間  |
| 1.                       | 「Backseat」                      | 川上洋平 | 川上洋平   | 03:31 |
| 2.                       | 「Boy Fearless」                  | 川上洋平 | 川上洋平   | 03:18 |
| 3.                       | 「真夜中 (drive ver.)」           | 川上洋平 | 川上洋平   | 04:53 |
| 4.                       | 「ワタリドリ (駅メロ full ver.)」 | 川上洋平 | 川上洋平   | 04:46 |

### DVD/Blu-ray
| #   | タイトル                  | 作詞 | 作曲・編曲 |
| --- | ------------------------- | ---- | ---------- |
| 1.  | 「冷めちゃう」            |      |            |
| 2.  | 「For Freedom」           |      |            |
| 3.  | 「無心拍数」              |      |            |
| 4.  | 「Waitress, Waitress!」   |      |            |
| 5.  | 「Rocknrolla!」           |      |            |
| 6.  | 「can't explain」         |      |            |
| 7.  | 「Rock The World」        |      |            |
| 8.  | 「todayyyyy」             |      |            |
| 9.  | 「Droshky!」              |      |            |
| 10. | 「Revolution, My Friend」 |      |            |
| 11. | 「真夜中 (drive ver.)」   |      |            |
| 12. | 「アフタースクール」      |      |            |
| 13. | 「Girl A」                |      |            |
| 14. | 「Kick&Spin」             |      |            |
| 15. | 「閃光」                  |      |            |
| 16. | 「city」                  |      |            |
| 17. | 「Coming Summer」         |      |            |
| 18. | 「Forever Young」         |      |            |
| 19. | 「Adventure」(Encore)     |      |            |
| 20. | 「Cat 2」(Encore)         |      |            |
| 21. | 「Burger Queen」(Encore)  |      |            |

### 駅メロキーホルダー
| #  | タイトル                          | 作詞 | 作曲・編曲 | 時間  |
| -- | --------------------------------- | ---- | ---------- | ----- |
| 1. | 「ワタリドリ (駅メロ full ver.)」 |      |            | 04:46 |

## 楽曲解説
1. Backseat
  - 江崎グリコ『ポッキー』タイアップ曲[11]
  - サポードキーボードとして参加しているロゼが演奏したコードに川上がメロディーを当てはめる形で製作がスタートし、そこからサビのメロディーが生まれたという[12]。
  - 歌詞は、川上が友人の失恋話を聞いたことがきっかけで生まれた[12]。川上自身はその友人への慰めの気持ちも歌詞に表れているかもしれないと振り返っている[12]。歌詞に登場する、Men I TrustをZeppに見に行ったというフレーズは川上の実体験[12]。
  - 2023年のツアーで披露されていた以降1年半後にリリースされた。
2. Boy Fearless
  - 映画『Cloud クラウド』インスパイアソング[11]。
  - 歌詞は割とスムーズに完成したが、曲は不気味な雰囲気の曲調にする為に試行錯誤して製作した為時間がかかったと語っている。
  - 9月11日に先行配信された。
3. 真夜中 (drive ver.)
  - 3rdアルバム『Schwarzenegger』収録曲のアレンジバージョン[13]。
  - インディーズ時代に既に存在していたアレンジである。
4. ワタリドリ (駅メロ full ver.)
  - 相模大野駅 列車接近メロディー[14]。
  - シングル「ワタリドリ/Dracula La」の表題曲の別バージョン。ボーカルは一切ない。